# بوكي هاريس
بوكي هاريس (بالإنجليزية: Bucky Harris) هو لاعب كرة قاعدة أمريكي، ولد في 8 نوفمبر 1896 في مقاطعة أورانج في الولايات المتحدة، وتوفي في 8 نوفمبر 1977 في بيثيسدا في الولايات المتحدة.

## وصلات خارجية
- بوكي هاريس على موقع دوري كرة القاعدة الرئيسي (الإنجليزية)
- بوكي هاريس على موقعبيزبول رفرنس.كوم (الدوري الرئيسي) (الإنجليزية)
- بوكي هاريس على موقعبيزبول رفرنس.كوم (الدوري الثانوي) (الإنجليزية)
- بوكي هاريس على موقع جمعية أبحاث البيسبول الأمريكية (الإنجليزية)
- بوكي هاريس على موقع إي إس بي إن.كوم (أم.أل.بي) (الإنجليزية)
- بوكي هاريس على موقع مشجعي الرسوم البيانية (الإنجليزية)
- بوكي هاريس على موقع قاعة مشاهير كرة القاعدة (الإنجليزية)